# Henri Ier (duc de Bavière)
 (mai 2019).
Si vous disposez d'ouvrages ou d'articles de référence ou si vous connaissez des sites web de qualité traitant du thème abordé ici, merci de compléter l'article en donnant les références utiles à sa vérifiabilité et en les liant à la section « Notes et références ».
Pour les articles homonymes, voir Henri Ier.
Henri Ier, né en novembre 919 ou le 22 avril 922 à Nordhausen en Thuringe et mort le 1er novembre 955 à l'abbaye de Pöhlde en Saxe, est prince de la dynastie ottonienne, fils du roi Henri Ier de Germanie et Mathilde de Ringelheim. Il est nommé duc de Lotharingie en 940, où il n'a cependant pas pu s'imposer, puis duc de Bavière régnant de 947 à sa mort.

## Biographie
Henri est un fils cadet de Henri Ier, duc de Saxe qui fut désigné roi de Germanie en mai 919, et de sa seconde épouse Mathilde († 968), fille du noble saxon Théodoric de Ringelheim. Il a un frère aîné, Otton (912-973) et deux sœurs, Gerberge et Hedwige, ainsi qu'un frère cadet, Brunon. Henri est probablement né au temps où son père avait déjà été nommé roi. Bien que son père a adopté le principe de la primogéniture, sa mère Mathilde le tenait pour le successeur le plus digne.
Le roi Henri meurt le 2 juillet 936 ; il a préparé la succession assurée par son fils aîné Otton Ier, pour éviter le partage de son royaume. En 938, Henri se révolte avec les ducs Eberhard de Franconie, frère cadet du défunt roi Conrad Ier, et Gislebert de Lotharingie, époux de sa sœur Gerberge, contre le règne de son frère. Néanmoins, l'année suivante, ses troupes furent battues près de Xanten ; pendant que les forces d'Eberhard et de Gislebert sont vaincues à la bataille d'Andernach le 2 octobre et le duc de Lotharingie trouve la mort en se noyant dans le Rhin. Henri se réfugie à la cour du roi Louis IV d'Outremer en Francie occidentale.
Louis IV a soutenu la rébellion dans l'espoir de retrouver le contrôle sur la Lotharingie. Lorsque Otton Ier a commencé une campagne au palais royal d'Attigny, il a décidé de se marier avec la veuve du duc Gislebert, Gerberge. Au vu de cette situation, Henri a dû revenir et se réconcilier avec son frère. En 940, il reçoit le duché de Gislebert ; toutefois, ne pouvant établir son autorité face aux barons, il perd la Lotharingie au cours de cette même année. À sa place, le comte Otton de Verdun a été chargé de la gouvernance. 

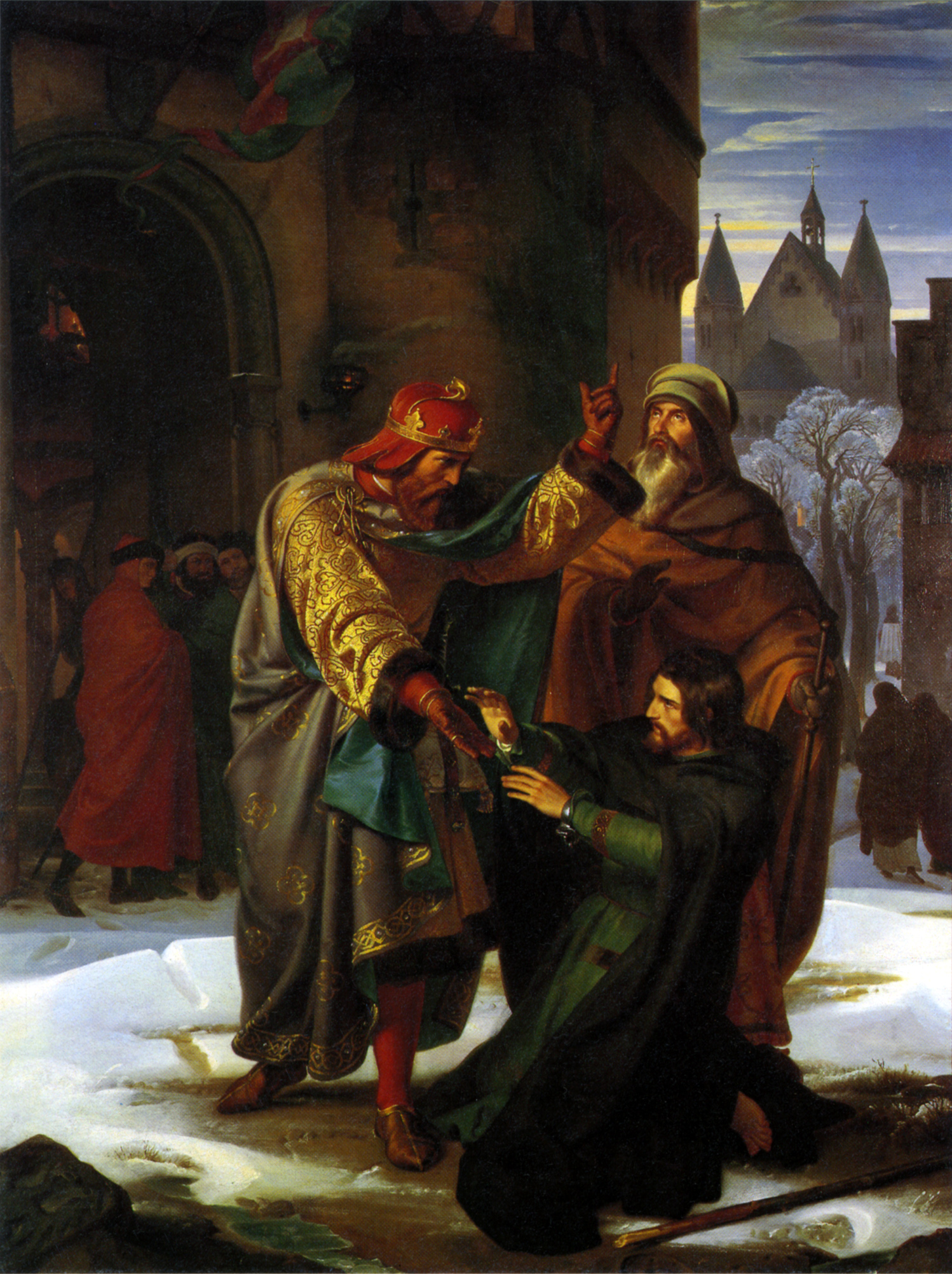
Réconciliation d'Otton le Grand et de son frère Henri à Francfort-sur-le-Main en 941, peinture d'histoire d'Alfred Rethel, 1840.

Dégradé et humilié, Henri cherche alors à faire assassiner son frère : un complot à Pâques 941 au palais de Quedlinbourg est découvert et Henri emprisonné à Ingelheim, tandis que ses co-conspirateurs ont été exécutés. À Noël, il s'est abaissé devant Otto ; à la demande de sa mère Mathilde, le roi lui a pardonné.
Grâce à la médiation de son frère, Henri avait épousé Judith, la nièce du duc Berthold de Bavière vers 937 ou 940. Après la mort de Berthold en 947, il est nommé duc de Bavière. Comme auparavant en Lotharingie, son règne a provoqué une vive opposition de l'aristocratie locale. Néanmoins, Henri arrive à s'imposer comme un brillant stratège dans les politiques de lutte contre le duc Boleslav Ier de Bohême et durant les invasions des Magyars. En 951, il fit échapper Adélaïde de Bourgogne, veuve du roi Lothaire II d'Italie, de la captivité du margrave Bérenger d'Ivrée a Pavie où elle se marie à son frère Otton. En Italie, il s'empara de la marche de Vérone qu'il reçut en fief à la diète à Augsbourg en août 952.
Henri est resté un fidèle allié de son frère. En 953/954, il a notablement contribué à mater le soulèvement de son neveu le duc Liudolf de Souabe, fils d'Otton, et Conrad le Roux, duc de Lotharingie. À la bataille du Lechfeld, le 10 août 955, les Magyars ont été décisivement vaincus. Henri est décédé en novembre de la même année à l'abbaye de Pöhlde, à la suite d'une maladie grave. Il a été enterré au couvent de Niedermünster à Ratisbonne. Sa veuve Judith se chargea alors de la tutelle de son fils mineur Henri II.

## Mariage et descendance
Entre 937 et 940, Henri épouse Judith (925-987), fille du duc Arnulf Ier de Bavière. Ils ont trois enfants :
- Gerberge (v.940 † 1001), abbesse à Gandersheim ;
- Hedwige († 994), mariée au duc Burchard III de Souabe († 973) ;
- Henri II le Querelleur (v.951 † 995), duc de Bavière, père de l'empereur Henri II.